# ادواردا زرنگ
ادواردا زرنگ (پرتغالی: Eduarda Braum؛ زاده ۲۵ آوریل ۲۰۰۱) یک مدل برزیل و عنوان قهرمانی زیبایی برزیلی است که در سال خانم فراملی ۲۰۲۵ برنده شد.